# Spangdahlem
Spangdahlem is een plaats in de Duitse deelstaat Rijnland-Palts, en maakt deel uit van de Eifelkreis Bitburg-Prüm.
Spangdahlem telt 1.005 inwoners.

## Bestuur
De plaats is een Ortsgemeinde en maakt deel uit van de Verbandsgemeinde Speicher.

## Wetenswaardigheden
Spangdahlem is voornamelijk bekend omwille van zijn grote Amerikaanse luchtmachbasis, Spangdahlem Airbase
Verbandsvrije stad:  Bitburg